# Římské silnice

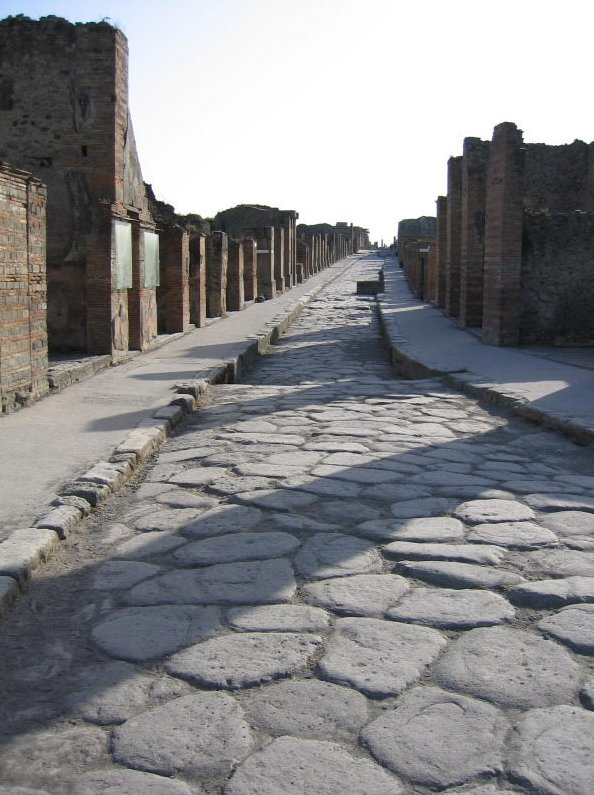
Římská cesta v Pompejích

Římské silnice byly cesty budované v období starověkého Říma a byly určeny pro rychlou dopravu dobytka, vozů, přesuny vojsk, obchod a přenos zpráv. Byly základem pro rozvoj římské říše.
Římské silnice náleží k nejdůležitějším inženýrským výdobytkům Říma. Jejich trasy i přímo jejich části zůstaly dochovány dodnes.
Římská silniční infrastruktura byla tvořena cestami o celkové délce více než 400 000 kilometrů, z toho tvořily více než 80 500 km zpevněné silnice. V období vrcholu starověkého Říma vedlo z města alespoň 29 velkých vojenských silnic. Byly upravovány kopce, zasypávána údolí a řeky překlenovány mosty. V jednom období byla římská říše rozdělena do 113 provincií vzájemně propojených 372 velkými silničními spojeními. Jen v Galii bylo upraveno minimálně 21 000 km a v Británii minimálně 4 000 km.
Římané se stali mistry ve výstavbě silnic (latinsky nazývaných viae). Jejich účelem byla doprava materiálu, zboží a přesuny armád. Dovoleno bylo rovněž hnát dobytek či vézt vozy. Tyto silnice se lišily od ostatních menších cest pro koně a chodníků. Podle zákona dvanácti desek byla minimální šířka cesty stanovena na 2,4 m v přímé linii a 4,9 m v oblouku.
Římská silniční infrastruktura byla důležitá pro udržení stability říše i pro její další rozvoj. Silnice byly vhodné pro přesuny římských legií, nicméně v pozdním starověku poskytly naopak výhodu pro invazi barbarů.

## Historie
První silnice vznikly již v 4. století př. n. l. Vedly do sousedních měst v Latiu a Etrurii – byly to mezi jiným cesta vedoucí do Ostie – Via Ostiensis, do Laurenta – Via Laurentina a Via Ardeatina, po níž bylo možné dopravit se do Ardey. Byly to stále ještě původní cesty, jež respektovaly původní terén a jejichž povrch tvořila udusaná zemina.
První římskou silnici v podobě, v jaké je známe později, nechal vybudovat v roce 312 př. n. l. římský cenzor Appius Claudius Caecus – je to známá Via Appia, spojující Řím s Kapuou. Silnice byla vytyčena tak, aby se vzdálenost zkrátila na minimum, takže celé kilometry vede v přímé linii nad údolím Arriccia přes viadukt. V dalších stoletích byla tato snaha zkrátit vzdálenost na minimum pro římské silniční stavitelství charakteristická. Nutila stavitele k budování různých mostů (např. granitový most přes řeku Tajo v Alcántaře ve Španělsku nebo most přes Dunaj v délce 1127 m nedaleko Drobety v Rumunsku), viaduktů, náspů, příkopu a tunelů. Via Appia byla precedentem pro pojmenovávání římských silnic, jež nadále dostávaly jméno po úředníkovi, jenž nařídil jejich stavbu (tento obyčej se stal pravidlem zhruba po stu letech od započetí stavby cesty do Kapuy).
Časem se z římských silnic stal mohutný komunikační systém, který spolu s námořními cestami spojoval impérium rozkládající se na tisících kilometrech na třech kontinentech. Do konce 2. století n. l., tj. za dobu pěti století, vybudovali římští inženýři na 48 500 římských mil (71,7 tisíc km) silnic. Zhruba o sto let později inventarizace císaře Diocletiana zjistila na území impéria 372 silnic o celkové délce 53 000 římských mil (více než 78,3 tisíc km).
Systém cest na Apeninském poloostrov vedl ke vzniku přísloví „Všechny cesty vedou do Říma“ (Mille viae ducunt hominem per saecula Roman.) Oficiálně rčení stvrdil Augustus, který nechal na Forum Romanum umístit zlatý mílový kámen (milliarium aureum) v podobě sloupu pokrytého zlatým plechem. Tento milník stál v místě, kde se křižovaly Via Aurelia, Ostiensis, Flaminia, Salaria a Appia, spojující Řím se všemi provinciemi impéria.

## Stavba

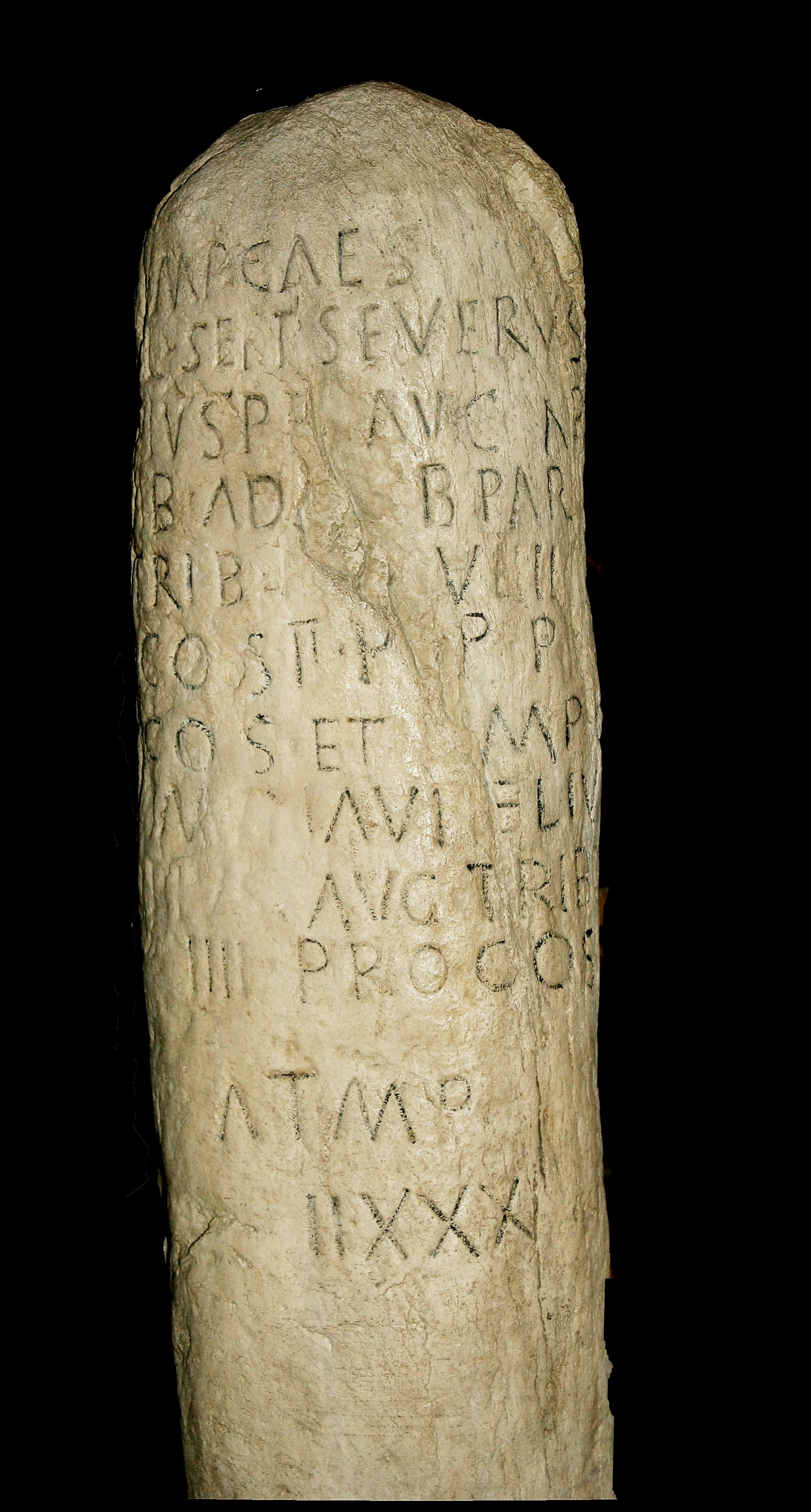
Římský milník nalezený v Sankt Margarethen im Lungau v Rakousku

Konstrukce římské silnice je podobná jako u současných komunikací. Cesta byla tvořena třemi vrstvami: podkladem, nosnou vrstvou a povrchem.
Techniku stavby cest přijali Římané od Etrusků a dále ji zdokonalili. Terén byl nejprve vyčištěn od rostlinného pokryvu a vyrovnán a byl proveden výkop. Podél silnice byly vybudovány příkopy odvádějící vodu a cesta samotná byla vyprofilovaná tak, aby voda z jejího povrchu odtékala. V případě stavby podmáčeným terénem byly dospod kladeny rošty z dřevěných kůlů, zafixované do země zatlučenými pilotami. Stavba silnic byla spojena s řadou inženýrských výzev, jako např. stavby mostů nebo překonání horských pásem.
Konstrukce silnice sestávala z několika vrstev. Do vykopaného lože byla uložena vrstva kamení spojeného maltou. Na takto připravený podklad byla uložena druhá vrstva menších kamení, rovněž spojeného maltou, a na ni štěrk s maltou. Na samém povrchu byla cesta vyrovnána vrstvou štěrku promíchaného s pískem. Místo malty byly rovněž využíváno sopečného popela (pucolánu). V pozdějším období byl povrch silnic dlážděn plochými kameny.
K budování silnic se obyčejně využíval materiál dostupný v nejbližším okolí stavby.
Podél silnic byly usazovány milníky (římská míle měřila 1478,5 m), které informovaly pocestné o vzdálenosti do konkrétních míst, v podstatě to byly dnešní informační tabule. Na křižovatkách stály malé svatyně zasvěcené lárům a vznikala při nich často obchodní centra, podél silnic pak byly budovány poštovní stanice a zájezdní hostince.

## Typy římských cest
Římské cesty byly různorodé, od jednoduché cesty až po výše uvedené zpevněné silnice používající pevného podkladu ze zpevněného štěrku, který zabezpečoval odvedení dešťové vody, takže se zabránilo vzniku bláta a silnice zůstala suchá a sjízdná. Podle Domitia Ulpiana existovaly tři druhy cest:
1. Viae publicae, consulares, praetoriae případně militares – hlavní silnice, stavěné a udržované z veřejných zdrojů. Vedly k moři, městu nebo řece, případně k další rovnocenné silnici. Byly pojmenovány po státnících, kteří jejich výstavbu či rekonstrukci nařídili.
2. Viae privatae, rusticae, glareae případně agrariae – cesty druhé kategorie, většinou soukromé. Vedly k soukromým rezidencím. Tyto cesty profitovaly z práva přechodu v prospěch soukromého nebo veřejného vlastníka komunikace.
3. Viae vicinales – venkovské cesty.

V závislosti na jejich významu měly římské cesty i různou šířku:
- nejširší silnice měly kolem 15 m šířky, nejčastěji však jejich šíře nepřekračovala 5 m, vybudováno bylo mnoho silnic o šířce kolem 3,5 m, která stále ještě dovolila minout se dvěma vozům. Tyto silnice tvořily síť komunikací v rámci impéria.
- cesty lokálního významu o šířce 1,2 m
- cesty pro pěší a jezdce na koni o šířce 60 cm
- stezky či pěšiny o šířce 30 cm

## Mapa důležitých římských silnic

Zobrazení starověkého Říma v době vlády Hadriana (117–138), které ilustruje římskou cestní infrastrukturu – hlavní cesty.